# Noah Gordon

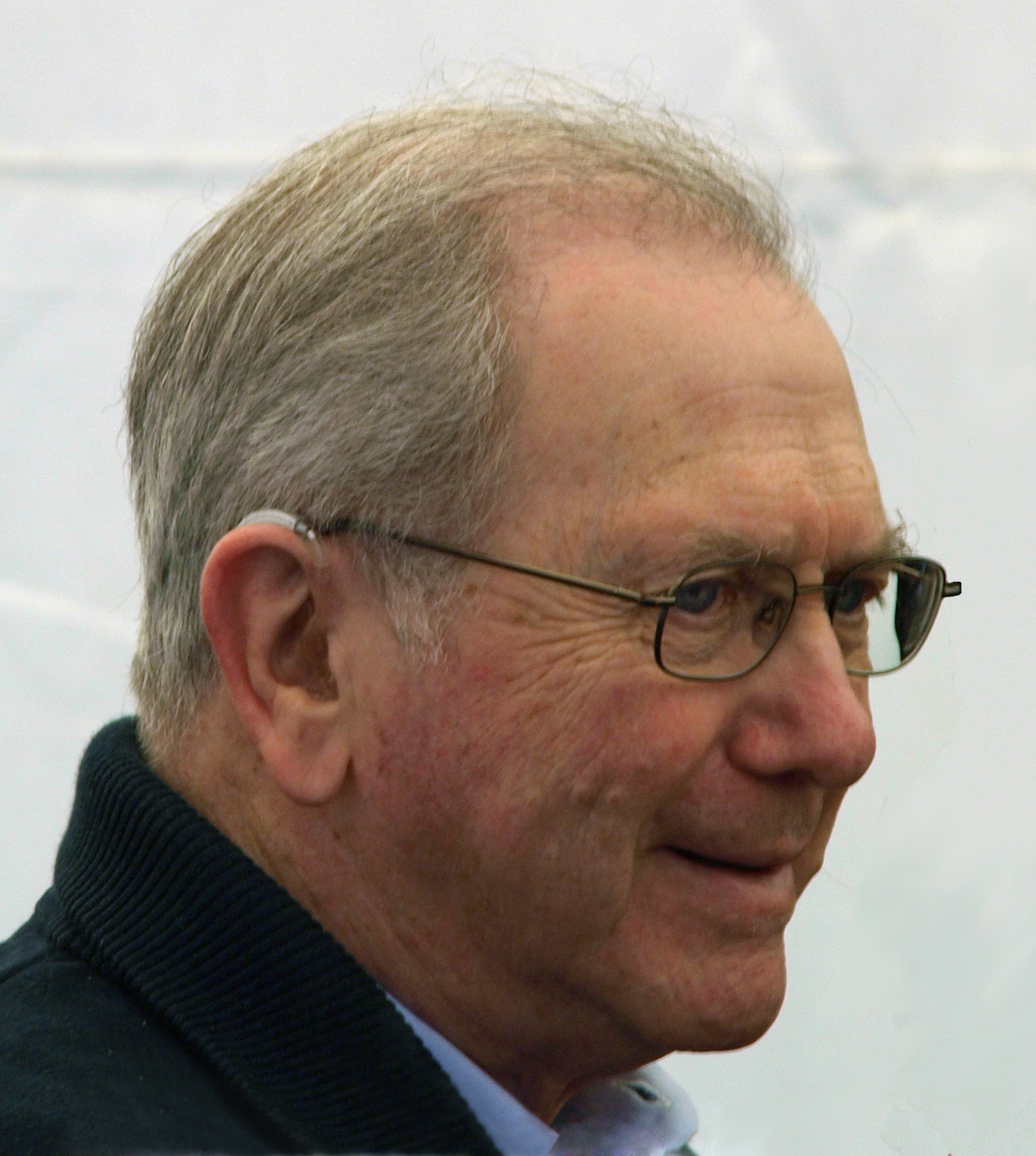
Noah Gordon (2008)

Noah Gordon (* 11. November 1926 in Worcester, Massachusetts; † 22. November 2021 in Dedham, Massachusetts) war ein US-amerikanischer Schriftsteller.

## Leben und Werk
Noah Gordon wurde als zweites Kind von Robert und Rose Gordon in Worcester, Massachusetts, Vereinigte Staaten geboren. Sein Vorname wurde nach seinem Großvater Noah Melnikoff gewählt. Im Jahre 1945 schloss er die Highschool ab. Trotz Brille und Farbenblindheit trat er in die Armee ein, später in die Navy. Nach dem Zweiten Weltkrieg studierte er zunächst Medizin, dann entdeckte er seine Lust am Schreiben und studierte Journalismus. 1950 erhielt er seinen Bachelor in Journalismus und später seinen Master in Englisch und Creative Writing an der Boston University.
Gordon heiratete Lorraine Seay und wohnte mit ihr in New York. Nach ihrem ersten Kind zogen sie nach Boston. Danach arbeitete er viele Jahre beim Boston Herald.
Nach der Veröffentlichung etlicher Erzählungen gelang ihm bereits mit seinem ersten Roman Der Rabbi im Jahr 1965 der Durchbruch. Gordon verarbeitete in seinem Debütroman, der sich 26 Wochen auf der Bestsellerliste der New York Times hielt, seine Erfahrungen einer jüdischen Jugend in Amerika. 
Besonders erfolgreich waren seine Romane rund um die fiktive Mediziner-Dynastie der Familie Cole (Der Medicus, Der Schamane, Die Erben des Medicus). Für den zweiten Roman Der Schamane aus der Medicus-Serie erhielt Gordon im Frühjahr 1993 den James Fenimore Cooper Prize for Historical Fiction. Beide Bücher wurden internationale Bestseller mit Millionenauflagen.
Seine letzten Werke befassten sich mit der Inquisition und der jüdischen Kulturgeschichte. 2007 erschien sein letzter Roman Der Katalane.
Gordon hatte drei Kinder. Er lebte mit seiner Ehefrau Lorraine zuletzt in einem Altenheim und betreute dort die Bibliothek, die er dem Altenheim geschenkt hatte.

## Werke
„Familie Cole“-Zyklus
- Der Medicus. (orig.: The Physician). Droemer Knaur, München 1987, ISBN 3-426-19192-X.
- Der Schamane. (orig.: Shaman). Droemer Knaur, München 1992, ISBN 3-426-19298-5. (Platz 1 der Spiegel-Bestsellerliste vom 29. März bis zum 25. Juli 1992)
- Die Erben des Medicus. (orig.: Matters Of Choice, in USA Choices). 3. Aufl. Droemer Knaur, München 1995, ISBN 3-426-19331-0. (Platz 1 der Spiegel-Bestsellerliste vom 18. September 1995 bis zum 4. Februar 1996)

Andere Romane
- Ein Haus für den Herrn. (orig.: The Rabbi). Paul Zsolnay Verlag, Wien 1967. (auch erschienen unter dem Titel Der Rabbi).
- Die Klinik. (orig.: The Death Committee). Paul Zsolnay Verlag, Wien 1970.
- Der Diamant des Salomon. (orig.: The Jerusalem Diamond). Deutsche Erstausgabe, Droemer Knaur, München 1993, ISBN 3-426-60152-4.
- Der Medicus von Saragossa. (orig.: The Last Jew). Blessing, München 1999, ISBN 3-89667-013-1. (Platz 1 der Spiegel-Bestsellerliste vom 21. bis zum 27. Februar 2000)
- Der Katalane. (orig.: The Winemaker). Blessing, München 2008, ISBN 978-3-89667-367-1.

Kinder und Jugendbuch 
- Tiergeschichten. (orig.: Sam and Other Animal Stories). cbj-Verlag, München 2004, ISBN 3-570-12830-X.

## Verfilmungen
Der Medicus vom Regisseur Philipp Stölzl 2013